# Sucesión al trono de Luxemburgo
En Luxemburgo, las normas de sucesión al trono están definidas en la Constitución del gran ducado. El conjunto de estas leyes determinan las condiciones por las cuales determinados miembros de la familia gran ducal pueden suceder al título de « gran duque (o gran duquesa) de Luxemburgo ».
Desde 2011, el trono de Luxemburgo es hereditario siguiendo la primogenitura sin distinción de sexo, o «absoluta».

## Línea de sucesión
- Gran duquesa Carlota (1896–1985)
  -  Gran duque Juan (1921–2019)
    -  Gran duque Enrique (n. 1955)
      - (1) Gran duque heredero Guillermo (n. 1981)
        - (2) Príncipe Carlos de Luxemburgo (n. 2020)
        - (3) Príncipe Francisco de Luxemburgo (n. 2023)

      - (4) Príncipe Félix de Luxemburgo (n. 1984)
        - (5) Princesa Amalia de Nassau (n. 2014)
        - (6) Príncipe Liam de Nassau (n. 2016)
        - (7) Príncipe Baltasar de Nassau (n. 2024)

      - (8) Princesa Alejandra de Luxemburgo (n. 1991)
        - (9) Victoria Bagory (n. 2024)

      - (10) Príncipe Sebastián de Luxemburgo (n. 1992)

    - (11) Príncipe Guillermo de Luxemburgo (n. 1963)
      - (12) Príncipe Pablo Luis de Nassau (n. 1998)
      - (13) Príncipe Leopoldo de Nassau (n. 2000)
      - (14) Príncipe Juan Andrés de Nassau (n. 2004)

  - Príncipe Carlos de Luxemburgo (1927–1977)
    - (15) Príncipe Roberto de Luxemburgo (n. 1968)
      - (16) Príncipe Alejandro de Nassau (n. 1997)
      - Príncipe Federico de Nassau (2002-2025)

## Derechos de sucesión

### Historia
Según los términos de la Constitución, la corona del gran ducado es hereditaria dentro de la familia de Nassau, conforme al pacto de familia, al tratado de Viena del 9 de junio de 1815 y al tratado de Londres del 11 de mayo de 1867.
En abril de 1907, el gran duque Guillermo IV publica un nuevo estatuto de la familia que hizo ratificar por la Cámara de Diputados para permitir a su hija primogénita ser declarada heredera presunta de la corona. El estatuto de 1907 prevé además que las princesas menores serán llamadas a la sucesión a falta de descendiente varón de la gran duquesa María Adelaida. Esta ley de sucesión en Luxemburgo sigue un orden particular entre las ramas masculinas descendientes de las hijas del gran duque Guillermo IV.
Las enmiendas al pacto de familia de 1907 excluyen a los condes de Merenberg del derecho a suceder, descendientes masculinos de la casa de Nassau. Mientras que la rama de Merenberg tenía a un heredero varón en la persona de Georg Nikolaus, conde de Merenberg (1871-1948), éste había nacido de un matrimonio morganático entre el joven hermano del gran duque Guillermo IV, el príncipe Nicolás-Guillermo de Nassau y Natalia Pouchkina. La petición del conde de ser reconocido como heredero del gran ducado fue rechazada alegando que él y su rama tenían carácter dinástico a pesar de su matrimonio con la princesa Olga Alexandrovna Yurievskaya, hija del zar Alejandro II de Rusia. La rama Merenberg también acabó sin descendientes masculinos; la última descendiente superviviente de la rama masculina fue la condesa Clotilda de Merenberg, prima hermana del gran duque Enrique.

### Primogenitura absoluta
La preferencia de la descendencia masculina respecto de la descendencia femenina en el orden de sucesión al trono de Luxemburgo fue abandonada en favor de la primogenitura cognaticia el 20 de junio de 2011 por decreto del gran duque Enrique. A partir de entonces, cualquier descendiente legítima de la casa de Luxemburgo-Nassau nacida de un matrimonio autorizado heredará del trono por orden de antigüedad de rama y de nacimiento, como determina el artículo 3 de la Constitución y el pacto de la familia Nassau, sin distinción de sexo, aplicable en primer lugar a la sucesión por los descendientes del gran duque Enrique. El mariscalato de la Corte del gran duque publicó un addenda al decreto que explica el contexto relacionado con este cambio : como consecuencia de la llamada de las Naciones Unidas de 1979 para la eliminación de todas las formas de discriminación a la consideración de las mujeres, en 2008 el gran ducado abandonó la excepción a la no discriminación de sexos que había declarado en la materia de sucesión gran ducal.